# 舊察里昌卡
46°17′16″N 29°51′59″E / 46.28778°N 29.86639°E
舊察里昌卡（烏克蘭語：Стара Царичанка）是位於烏克蘭西南部的村莊，由敖德萨州裡比爾霍羅德-德涅斯特羅夫斯基區的舊科扎切市鎮負責管轄。該村始建於1897年，面積7.43平方公里，2001年人口1,831，人口密度每平方公里246.43人。